# Tsoboje
Der Tsoboje (oder Chobutse) ist ein Berg im Himalaya in der Gebirgsgruppe Rolwaling Himal. Bereits von Na dominiert seine Südwestflanke gut sichtbar das Rolwalingtal. 

## Besteigungsgeschichte
Der Berg wurde von einer deutschen Seilschaft (Wolfgang Weinzierl, Peter Vogler, Gustav and Klaus Harder) 1972 über den Nordostgrat erstbestiegen.
2015 wurde die Südwestflanke von Mingma Gyalje Sherpa aus dem Rolwaling erstbegangen.

## Geologische Gefahren
Die Eisbalkone der Südwestflanke bedrohen den direkt darunter liegenden Tsho Rolpa Gletschersee und könnten zu einem Überlauf führen. Es wurde deshalb am See und im Rolwalingtal ein Frühwarnsystem gegen Springfluten installiert.